# 瀬戸内海式気候

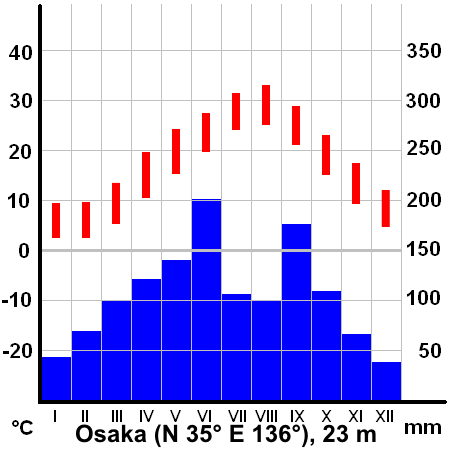
大阪市の雨温図

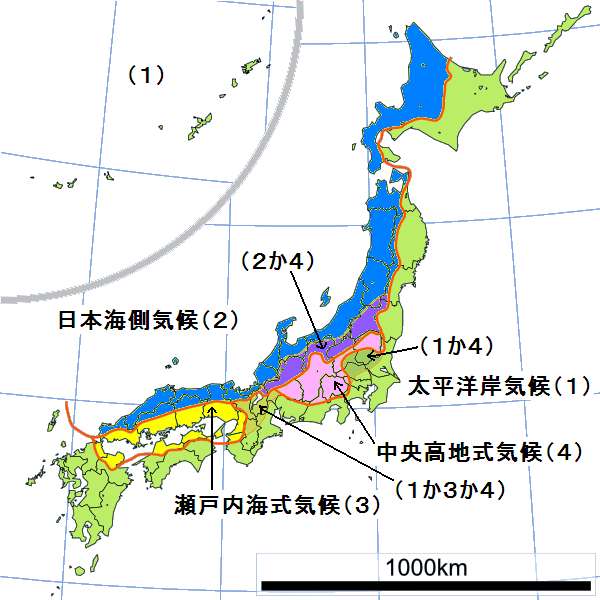
瀬戸内海式気候の地域（3：黄色）

瀬戸内海式気候（せとないかいしききこう）は、日本の気候区分の一つである。瀬戸内式気候（せとうちしききこう）や瀬戸内海型気候・瀬戸内の気候とも呼ばれることがある。主に瀬戸内地方で見られる。

## 特徴
夏の季節風は四国山地に、冬の季節風は中国山地によって各々遮られる。このため年間を通じて天気や湿度が安定しており、降水月が5、6、7月（梅雨時）と9月（秋雨・台風時）の二峰性となっており、二峰の間の8月（盛夏）の降水量が著しく少なく、雨温図上大きく凹むことが最も顕著な特徴となる。
年間を通した降水日数（1mm以上の降水が観測される日数）も、梅雨（梅雨に類似する気象現象を含む）を除いて少ないのが特徴で、風向によって降水日数に増減がある太平洋側気候・日本海側気候の地域と事情が異なる。
年降水量には幅があり、全体が少雨地域というわけではない。
岡山県南部や香川県は梅雨期の降水量も少なく年1000mm台前半となり、日本国内でも降水量が少ない地域である。
広島県西部や山口県など、中国地方西部の瀬戸内側は周防灘、豊後水道から西南西風が吹き込む梅雨期の降水量が他の瀬戸内海式気候の地域と比べて多く、その他年間を通して低気圧通過時の雨雲の移入も比較的多いため年降水量も日本国内の平均的な降水量である1600mm前後、山間部では2000mm近くに達する。
近畿地方や愛媛県、福岡県大分県の周防灘沿岸はその中間的である。
また、和歌山県紀中地域や徳島県北部や大分県南部は秋雨期や台風接近時の降水量が他の瀬戸内側気候の地域と顕著に比べて多くなる場合があり、後述のように太平洋側気候との遷移地帯と扱われている。
夏に雨が少ない時には、旱害が起こる事もある。その対策として、農地に隣接した土地にため池を作ることが古くから行われた。また太平洋側、日本海側の山に降った雨が川を通して流れてくるため、ダムを作ること（徳島県北部、香川県における吉野川）や、上流域にある天然の湖沼の利用（近畿地方における琵琶湖など）によって水不足に対応できる。宅地化や利水の改善の結果でため池は減少傾向にあるが、現在も大阪府の泉州地域、兵庫県の東播磨地域や淡路島には大小様々なため池が（その本来の用途を失っているものも含めて）存在している。その他、香川県には山地が少なく水がよく不足するため、多くのため池があることで知られている。
特に岡山県岡山市では1989年以降、降水日数が全国の県庁所在地では最少であるため、「晴れの国」をキャッチフレーズにしている。
比較的温暖な気候であるが、日本海に直接面する地域、または中国山地のブロックが弱い地域に当たる福岡県京築地方、大分県北部、山口県南部、愛媛県西部などは北西の季節風の影響で冬季の降水日数が日本海側ほどではないものの、他の瀬戸内側の地域に比べて多く、日本海側気候の特徴がややみられる。また、中国山地の山麓となる広島県南西部の広島市周辺でも、冬季の降雪日数は他の瀬戸内沿岸地域に比べるとやや多くなっている。そのほか、香川県西部や愛媛県東部（四国中央市など）では関門海峡から瀬戸内海を直接縦断してくる季節風や、江の川流域の標高の低くなった地域を抜けてくる季節風などの影響もあって冬季の日照時間が短く、九州型太平洋側気候に似たような気候を呈する。
降雪量及び降雪日数は、瀬戸内海の沿岸部では比較的少ないが、山沿い（特に讃岐山脈・石鎚山地）では積雪量は多くなり、多くの道路は路面凍結する。
また、和歌山県北部、徳島県北部、大分県中部は南海型太平洋側気候との、山口県中部、福岡県京築地方、大分県北部は九州型太平洋側気候との、京都府南部、奈良県北部、滋賀県南部、三重県伊賀は、東海型太平洋側気候または中央高地型内陸気候との、兵庫県北播丹波及び播磨北西部、岡山県北部、広島県北部は山陰型日本海側気候とのそれぞれ境界（遷移地域）となっている。

## 瀬戸内海式気候の地方
地形等の関係で下記地域でも他気候を示す地域があり、逆に下記地域以外でも瀬戸内海式気候を示す地域がある。
なお、岡山県北部や広島県北部の中国山地の脊梁部は日本海側気候に含まれる。
- 近畿中部　- 大阪府、兵庫県南部、和歌山県北部（紀北）
- 山陽 - 岡山県、広島県、山口県中部・東部
- 四国瀬戸内側 - 香川県、徳島県北部、愛媛県東予・中予
- 九州瀬戸内側 - 福岡県北九州地方（京築）、大分県北部・中部

## 気候のデータ
気象庁・気象統計情報より　降水日数は1mm以上

### 瀬戸内海式気候が明瞭な地域
瀬戸内海周辺で降水日数の最多月が冬季以外、最少月が冬季の地域。梅雨時と秋雨時以外の降水量は盛夏時を含め少ない。
|        | 最多月降水日数 | 最少月降水日数 | 年間降水量 | 最多月降水量   | 最小月降水量  | 8月降水量 | 年平均日照時間 |
| ------ | -------------- | -------------- | ---------- | -------------- | ------------- | --------- | -------------- |
| 大阪   | 11.3（6月）    | 5.6（1月）     | 1338.3mm   | 185.1mm（6月） | 47.0mm（1月） | 113.0mm   | 2048.6時間     |
| 和歌山 | 11.0（6月）    | 5.9（1月）     | 1414.4mm   | 183.5mm（6月） | 48.7mm（1月） | 101.8mm   | 2100.1時間     |
| 神戸   | 10.7（6月）    | 4.7（1月）     | 1277.8mm   | 187.9mm（7月） | 38.4mm（1月） | 103.4mm   | 2083.7時間     |
| 姫路   | 10.8（6月）    | 4.7（1月）     | 1254.7mm   | 184.3mm（7月） | 36.9mm（1月） | 105.4mm   | 2034.4時間     |
| 洲本   | 11.3（6月）    | 5.7（1月）     | 1559.9mm   | 223.6mm（9月） | 48.2mm（1月） | 117.0mm   | 1994.5時間     |
| 岡山   | 10.5（6月）    | 4.6（1月）     | 1143.1mm   | 177.4mm（7月） | 36.2mm（1月） | 97.2mm    | 2033.7時間     |
| 玉野   | 10.7（6月）    | 5.4（1月）     | 1038.5mm   | 152.5mm（7月） | 35.5mm（1月） | 78.3mm    | 2187.1時間     |
| 高松   | 10.5（6月）    | 5.9（1月）     | 1150.1mm   | 167.4mm（9月） | 39.4mm（1月） | 106.0mm   | 2046.5時間     |
| 福山   | 10.5（6月）    | 4.7（1月）     | 1171.7mm   | 198.0mm（7月） | 38.5mm（1月） | 95.2mm    | 2069.8時間     |
| 大三島 | 11.1（6月）    | 5.3（1月）     | 1218.6mm   | 194.6mm（7月） | 40.8mm（1月） | 93.5mm    | 2141.6時間     |
| 松山   | 11.7（6月）    | 6.8（11月）    | 1404.6mm   | 228.7mm（6月） | 50.9mm（1月） | 99.0mm    | 2014.5時間     |
| 呉     | 10.6（6月）    | 4.7（1月）     | 1417.2mm   | 251.4mm（7月） | 41.5mm（1月） | 113.2mm   | 2067.9時間     |
| 広島   | 10.7（6月）    | 5.5（1月）     | 1572.2mm   | 279.8mm（7月） | 46.2mm（1月） | 131.4mm   | 2033.1時間     |

### 太平洋側気候（九州型）との遷移地域
瀬戸内海周辺で降水日数の最多月が夏季、最少月が冬季以外で、春から梅雨時の降水量が顕著に多い地域。冬季は日照時間がやや少なく、降雪も少なくない。
|      | 最多月降水日数 | 最少月降水日数 | 年間降水量 | 最多月降水量   | 最小月降水量   | 年平均日照時間 |
| ---- | -------------- | -------------- | ---------- | -------------- | -------------- | -------------- |
| 山口 | 11.9（6月）    | 6.2（10月）    | 1927.7mm   | 342.6mm（7月） | 70.5mm（12月） | 1862.0時間     |
| 下関 | 11.3（6月）    | 6.1（10月）    | 1712.3mm   | 309.4mm（7月） | 69.1mm（12月） | 1875.9時間     |
| 八幡 | 12.3（6月）    | 7.3（10月）    | 1720.5mm   | 314.6mm（7月） | 75.9mm（12月） | 1835.7時間     |

### 太平洋側気候（南海型）との遷移地域
瀬戸内海周辺で降水日数の最多月が夏季、最少月が冬季で、夏季と秋季に南からの季節風の影響をある程度受ける地域。台風襲来時に降水量が顕著に多くなる傾向があり、降水量のピークが梅雨時と秋雨時の明確な二峰性を示さない。
|      | 最多月降水日数 | 最少月降水日数 | 年間降水量 | 最多月降水量   | 最小月降水量   | 8月降水量 | 年平均日照時間 |
| ---- | -------------- | -------------- | ---------- | -------------- | -------------- | --------- | -------------- |
| 徳島 | 12.0（6月）    | 5.2（1月）     | 1619.9mm   | 271.2mm（9月） | 41.9mm（1月）  | 193.0mm   | 2106.8時間     |
| 大分 | 13.0（6月）    | 4.7（12月）    | 1727.0mm   | 313.6mm（6月） | 47.1mm（12月） | 165.7mm   | 1992.4時間     |

### 中央高地式気候・東海型太平洋側気候との遷移地域
降水日数の最多月が夏季、最少月が冬季で、降水量は梅雨時、秋雨時を除いて少ない。盆地や内陸部にある為に日照時間が多くなく、寒暖の差も大きい。日本海に近く、この地域に隣接する濃尾平野と同様、冬の降雪日数と降雪量がやや多い傾向がある。
|      | 最多月降水日数 | 最少月降水日数 | 年間降水量 | 最多月降水量       | 最小月降水量   | 8月降水量 | 年平均日照時間 |
| ---- | -------------- | -------------- | ---------- | ------------------ | -------------- | --------- | -------------- |
| 京都 | 11.6（7月）    | 6.3（11月）    | 1522.9mm   | 223.6mm（7月）     | 53.3mm（1月）  | 153.8mm   | 1794.1時間     |
| 大津 | 12.4（6月）    | 7.0（11月）    | 1566.6mm   | 217.7mm（6月）     | 56.8mm（1月）  | 159.5mm   | 1870.2時間     |
| 奈良 | 11.7（6月）    | 6.2（1月）     | 1365.1mm   | 184.1mm（6月）     | 52.4mm（1月）  | 127.9mm   | 1835.8時間     |
| 上野 | 12.2（6月）    | 6.5（1月）     | 1440.9mm   | 194.3mm（6月,7月） | 50.8mm（12月） | 136.4mm   | 1806.9時間     |